# Contla
Contla – miasto w Meksyku, w stanie Tlaxcala.